# Glympis holothermes
Glympis holothermes är en fjärilsart som beskrevs av George Francis Hampson 1926. Glympis holothermes ingår i släktet Glympis och familjen nattflyn. Inga underarter finns listade i Catalogue of Life.